# Spångtjärnen, Hälsingland
Spångtjärnen är en sjö i Ljusdals kommun i Hälsingland och ingår i Ljusnans huvudavrinningsområde.